# Heinkel He 116

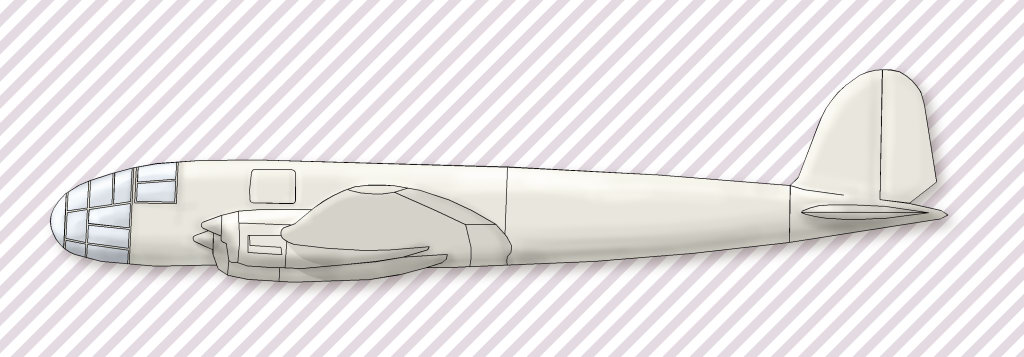
Модель He 116

Хейнкель He 116 (нем. Heinkel He  116) — транспортный самолёт и самолёт-разведчик.

## История создания
В 1936 году Lufthansa стала проявлять интерес организации почтовых перевозок на Дальнем Востоке. Маршрут предусматривал перелёт Памира в районе таджикско-афганской границы, что требовало высоты полета около 8000 метров. Фирма Heinkel начала разрабатывать самолёт, отвечавший предъявленными требованиями.

## Модификации
Hе 116-V1 — был закончен весной 1937 года, имел четыре двигателя Хирт (270 л. с.).
Hе 116-V2 (D-AJIE) — рассматривался для серийного выпуска. В 1938 году Hе 116-V2 вместе с Hе 116a-02 был поставлен Lufthansa для испытаний.
Hе 116-V7,V8 — поставленные министерству воздушного транспорта в качестве дальних разведчиков.
Hе 116a-0 — два экземпляра были заказаны Японией и получили там регистрацию и имена J-BAKD и J-EAKF. He 116a-0 использовались Маньчжурскими авиалиниями на маршруте Токио — Hанкин.
He 116b — имел дюралевый монококовый фюзеляж, двухлонжеронное деревянное крыло обивалось фанерой. Экипаж состоял из четырёх человек: первого пилота, второго пилота, радиста и штурмана. Была предусмотрена возможность установки различного фотооборудования. Во время Второй мировой войны He 116 вели фотографирование территории Германии и оккупированных стран.

## Тактико-технические характеристики (He 116A)
Источник данных: "Уголок неба", German aircraft of the Second World War, Jane's all the World's Aircraft 1938

Технические характеристики
- Экипаж: 4
- Грузоподъёмность: 2830 кг
- Длина: 13,7 м
- Размах крыла: 22 м
- Высота: 3,3 м
- Площадь крыла: 62,87 м?
- Масса пустого: 4 050 кг
- Максимальная взлётная масса: 7 130 кг
- Масса топлива во внутренних баках: 2650 л
- Силовая установка: 4 × воздушных Hirth HM 508C
- Мощность двигателей: 4 × 240 л.с. (4 × 210 кВт)
- Воздушный винт: двухлопастные

Лётные характеристики
- Максимальная скорость: 325 км/ч (на уровне моря), 355 км/ч на 5000 м
- Крейсерская скорость: 300 км/ч (на 5000 м)
- Практическая дальность: 4 100 км
- Практический потолок: 6 600 м (1600 на одном моторе)
- Нагрузка на крыло: 113 кг/м2

## Операторы
Германия
- Lufthansa
- Люфтваффе

 Маньчжоу-го
- Маньчжурская национальная авиакомпания (J-BAKD «Nogi» и J-EAKF «Togo»)

## Самолёт в массовой культуре

### В сувенирной и игровой индустрии
Известны масштабные модели самолёта, выпускаемые c 2000 года в масштабе 1:72 фирмой Classic Plane  (модификации A-0/V2 и B-0)